# Вілла Святого Ігнатія
35°54′49″ пн. ш. 14°29′44″ сх. д. / 35.9137° пн. ш. 14.4955° сх. д.
Вілла Святого Ігнатія (мальт. Villa Sant'Injazju) — історична вілла, розташована в районі Баллута в Сент-Джуліані на Мальті. Побудована на початку 19 століття для англійського купця Джона Ватсона, і це може бути найпершим прикладом архітектури епохи неоготики в країні.
У 1846 році будинок було перетворено на протестантський коледж, а пізніше в ньому розміщувався єзуїтський коледж, який закрився в 1907 році. Під час Першої світової війни він використовувався як військовий госпіталь, а потім був розділений на багатоквартирні будівлі. Його територія була забудована протягом 20-го століття, і колись велична вілла зараз оточена квартирами та іншими будівлями.
Частина будівлі була суперечливо знесена в грудні 2017 року, порушивши постанову суду та викликавши широке засудження громадських організацій, що займаються збереженням спадщини. У квітні 2018 року планували знести всю віллу, і наразі доля будівлі залишається неясною.

## Історія

### Бель-Ведере
Вілла Святого Ігнатія була побудована на початку 19 століття для англійського купця Джона Ватсона і спочатку називалася Бель-Ведере. Це була визначна відокремлена заміська вілла з видом на затоку Баллута та обнесений стіною сад. Найраніший відомий опис будівлі був зроблений у книзі, виданій у 1839 році Будівля була спеціально побудована як заміський будинок, а навколишні поля використовувалися для сільськогосподарських експериментів.

### Мальтійський протестантський коледж

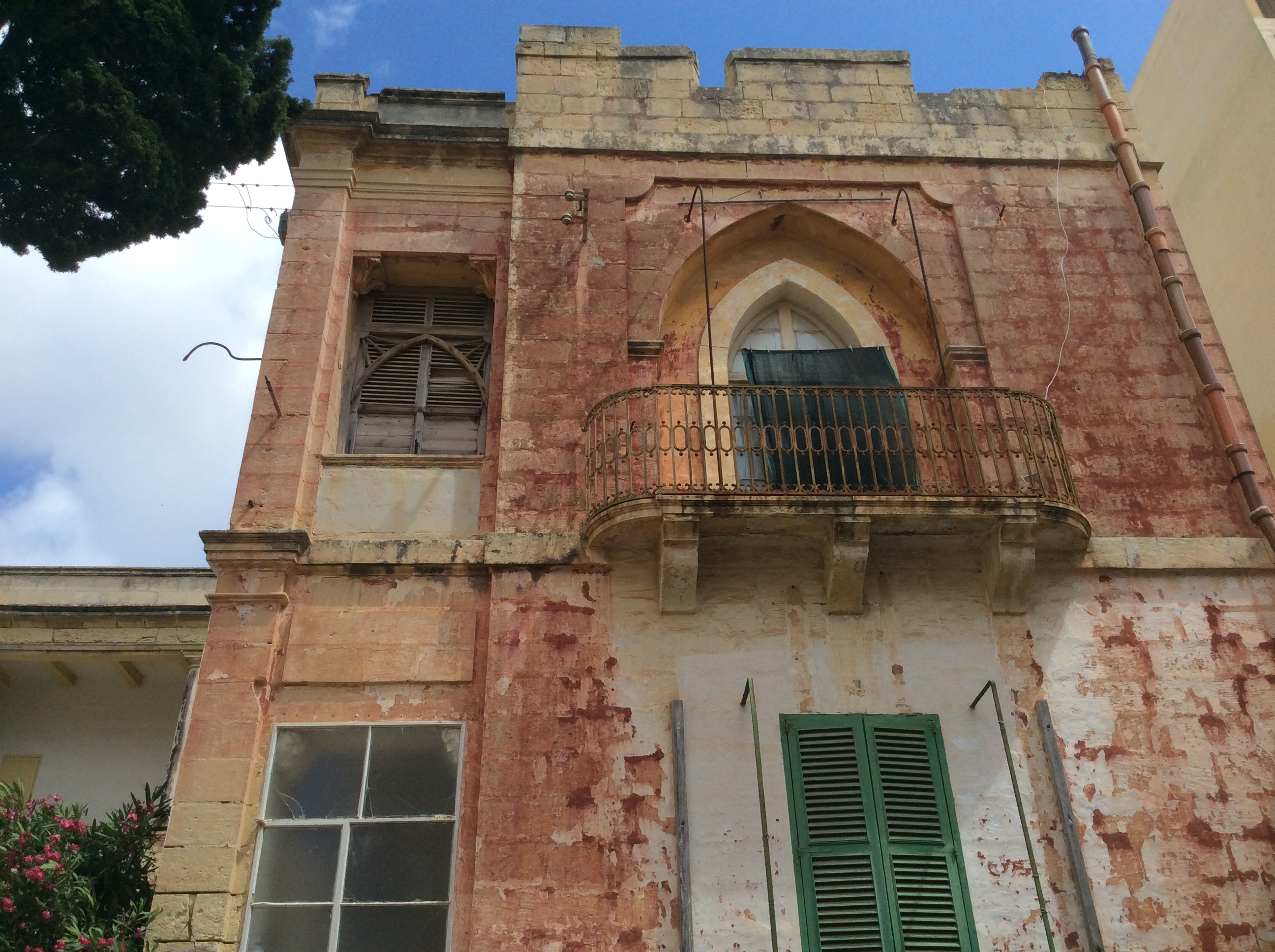
Неоготична арка на фасаді

У 1846 році його придбала Англійська місіонерська асоціація, щоб відкрити протестантський коледж для підготовки місіонерів для Сходу. Вілла була описана протестантським комітетом як «Коледж Св. Джуліана… ліхтар на скелі Мальти».
Відомим проєктом у коледжі з 1839 по 1845 роки був переклад Біблії на сучасну стандартну арабську мову, який здійснювався під наглядом лютеранського місіонера Самуеля Гобата (1799—1879). Студенти з Європи та Близького Сходу, такі як єгиптяни, греки та турки, були запрошені на Мальту. Перехід до протестантського християнства викликав суперечки в таких консервативних країнах; таким був випадок колишньої мусульманської родини, яка після прийняття нової віри знайшла притулок на Мальті та прийняла коледж, де також здобувала освіту.

### Коледж Святого Ігнатія

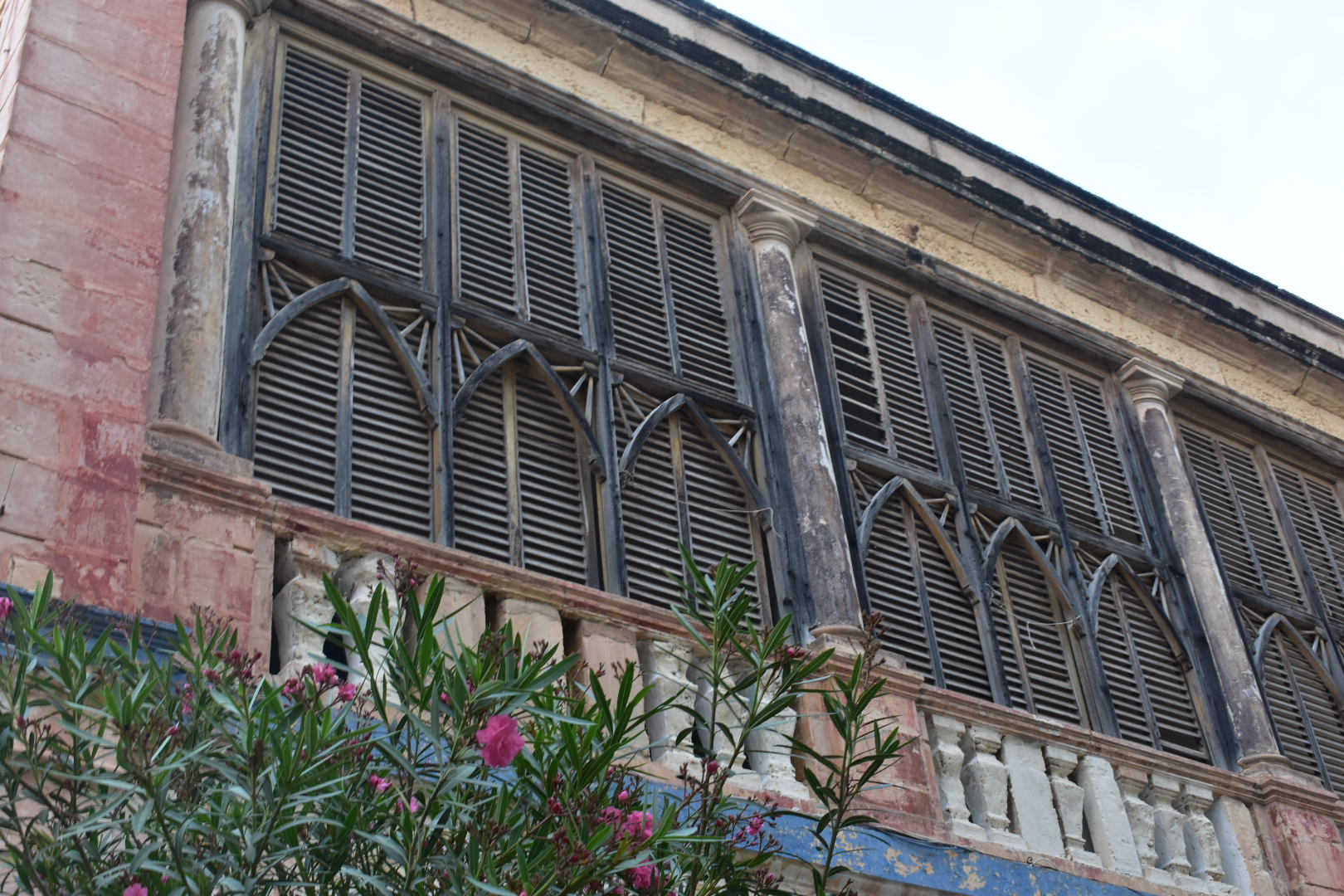
Вікна стрілчасті арочні, неоготичний дизайн

26 березня 1872 року опікуни продали майно доктору Паскуале Міфсуду (1833—1895), пізніше судді, і Карло Марії Мускату, торговцю та члену Урядової ради, за 2200 фунтів стерлінгів.
Вони запросили Товариство Ісуса відкрити в цьому будинку римо-католицький коледж. Управління колоній схвалило цей крок у 1877 році, і єзуїти додали до будівлі прибудову та торцеве крило. Джон Морріс був першим ректором між 1877 і 1878 рр. У 1881 році біля вілли було завершено будівництво церкви, присвяченої святому Ігнатію Лойолі Коледж Святого Ігнатія став однією з провідних шкіл на Мальті, і через кілька років після відкриття став школою-інтернатом. На території вілли та на її території розміщувалися трапезна, гуртожитки, спортзал, навчальні аудиторії, лабораторії та спортивні споруди. Зокрема, він використовувався як метеорологічний центр для Мальтійських островів з 1883 до 1906 року. Викладачами коледжу були, як правило, католицькі священники, а їхні студенти, як правило, належали до привілейованого стану.
Відомими учнями є Ганнібал П. Шиклуна. Коледж закрився в липні 1907 року Невдовзі після цього 22 грудня 1907 року єзуїти відкрили Коледж Св. Алоїзія в Біркіркарі, який уже був побудований у 1896 році.

### Лікарня Святого Ігнатія

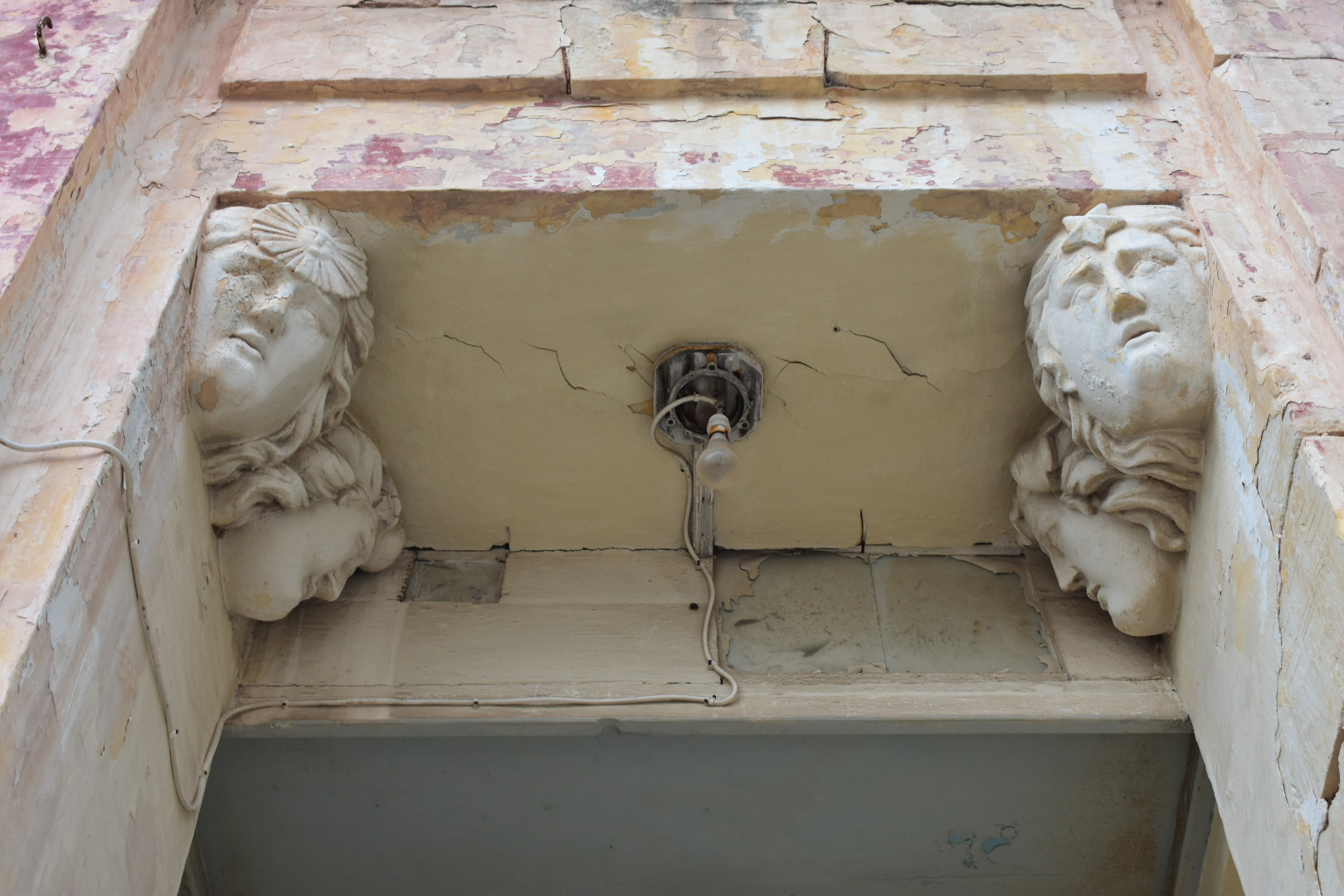
Деталі скульптури

У 1915 році колишній коледж було перетворено на військовий госпіталь, відомий як лікарня Св. Ігнатія. Шпиталь вважався невеликим і, можливо, надавав кращі послуги, ніж інші лікарні того часу. У ньому розміщувалися солдати, які одужували, поранені під час Першої світової війни, і спочатку він включав 155 ліжок, операційну та рентгенівську кімнату. Перші пацієнти прибули 2 липня 1915 року Солдати, які прибували туди, іноді були тяжко поранені з полів боїв, а іноді вмирали від поранень. Час від часу посилали музикантів, щоб полегшити стан клієнтів лікарні та її відвідувачів.

### Хоспіс Святого Ігнатія
У 1917 році будівлю адаптували під притулок для осіб із психічними захворюваннями, розрахований на майже 200 мешканців. В січні 1919 року, після завершення війни, його припинили функціонування.

### Дім для російських біженців

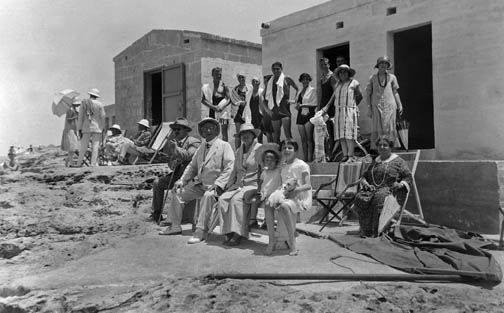
Можливо, на фотографії Річарда Елліса зображені деякі з російських біженців

Згодом у будівлі розмістилися кілька російських біженців, які тікали від російської революції. Ці росіяни жили у вигнанні зі своєї батьківщини, і їхній статус дав цій території назву, відому й сьогодні, «Вигнанці».
Будівлю намалював росіянин Микола Петрович Краснов. Краснов покинув Мальту з родиною приблизно через три роки після прибуття. Він і його команда архітекторів і художників залишили спадщину акварельних картин Мальти, що зображують те, як це було в той час. Картини Мальти в основному складалися з листівок. Перебуваючи на Мальті, Краснов читав лекції з мистецтва як основну діяльність.
Борис Едвардс був ще одним російським біженцем, який жив на віллі до переїзду в Біркіркару для оздоровлення. Перебуваючи на Мальті, Борис залишив у спадок громадські пам'ятники, такі як пам'ятник на кладовищі Аддолората Сетте Джуньо.
Найбільше російських біженців було на Мальті лише між 1919 і 1922 роками

### Розподіл будівлі та садів
Потім будівлю розділили на багатоквартирні будинки та продали під житлові одиниці. Більшість його територій також було продано, частина яких була забудована в 1920-х роках. У 1930-х роках на віллі також розміщувався футбольний клуб «Меліта». До 1970-х років весь район був забудований численними багатоквартирними будинками, і віллу вже не було видно з бухти.

### Частковий демонтаж
У червні 2017 року було видано рішення суду, яке дозволило демонтаж деяких небезпечних конструкцій та інші роботи на будівлі. Усіма роботами мав керувати призначений судом архітектор. У липні архітектор Стефан Ванселл подав запит до Управління планування на знесення всього крила будівлі, включно з небезпечними конструкціями, які можна було легко замінити.

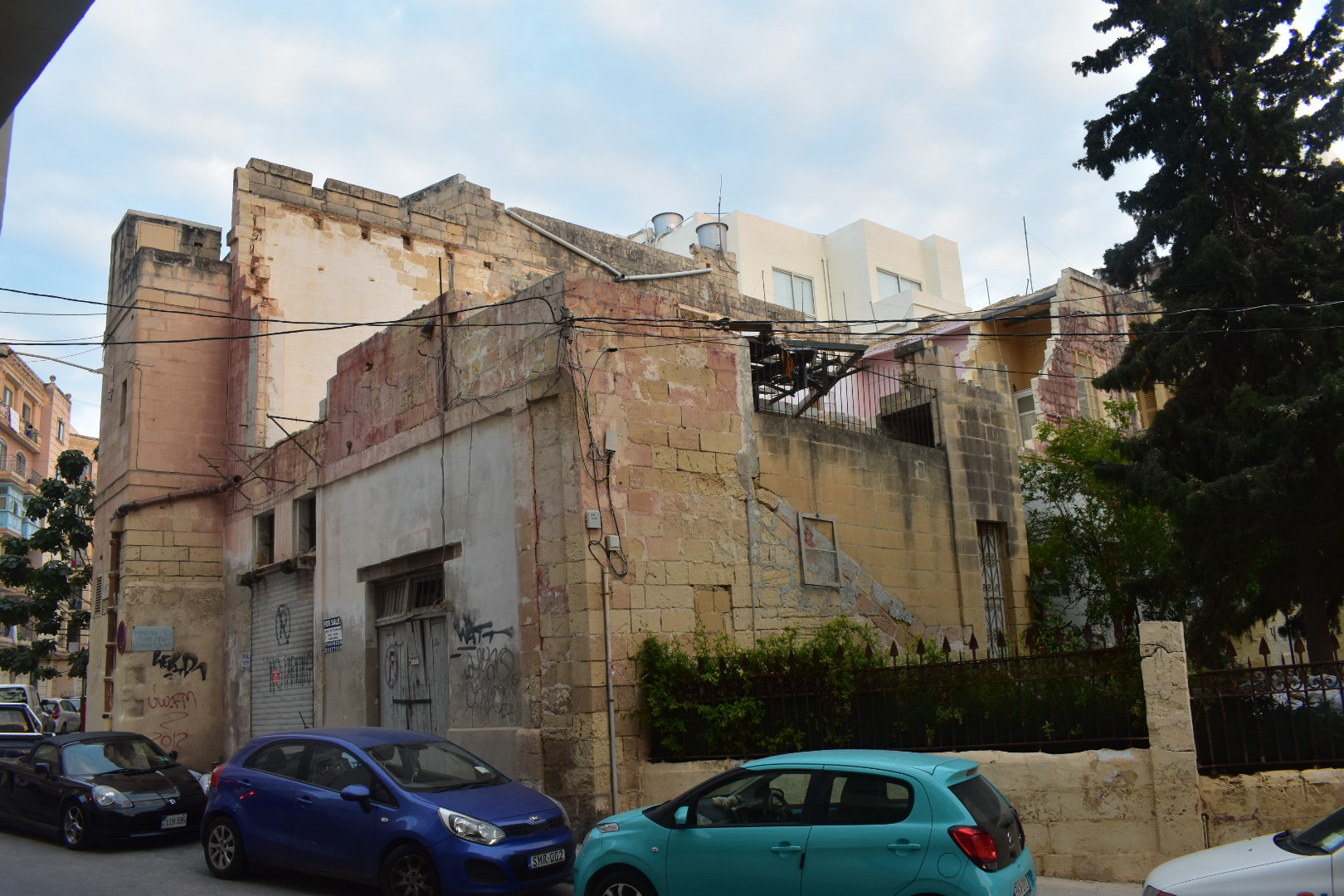
Частковий знесення вілли

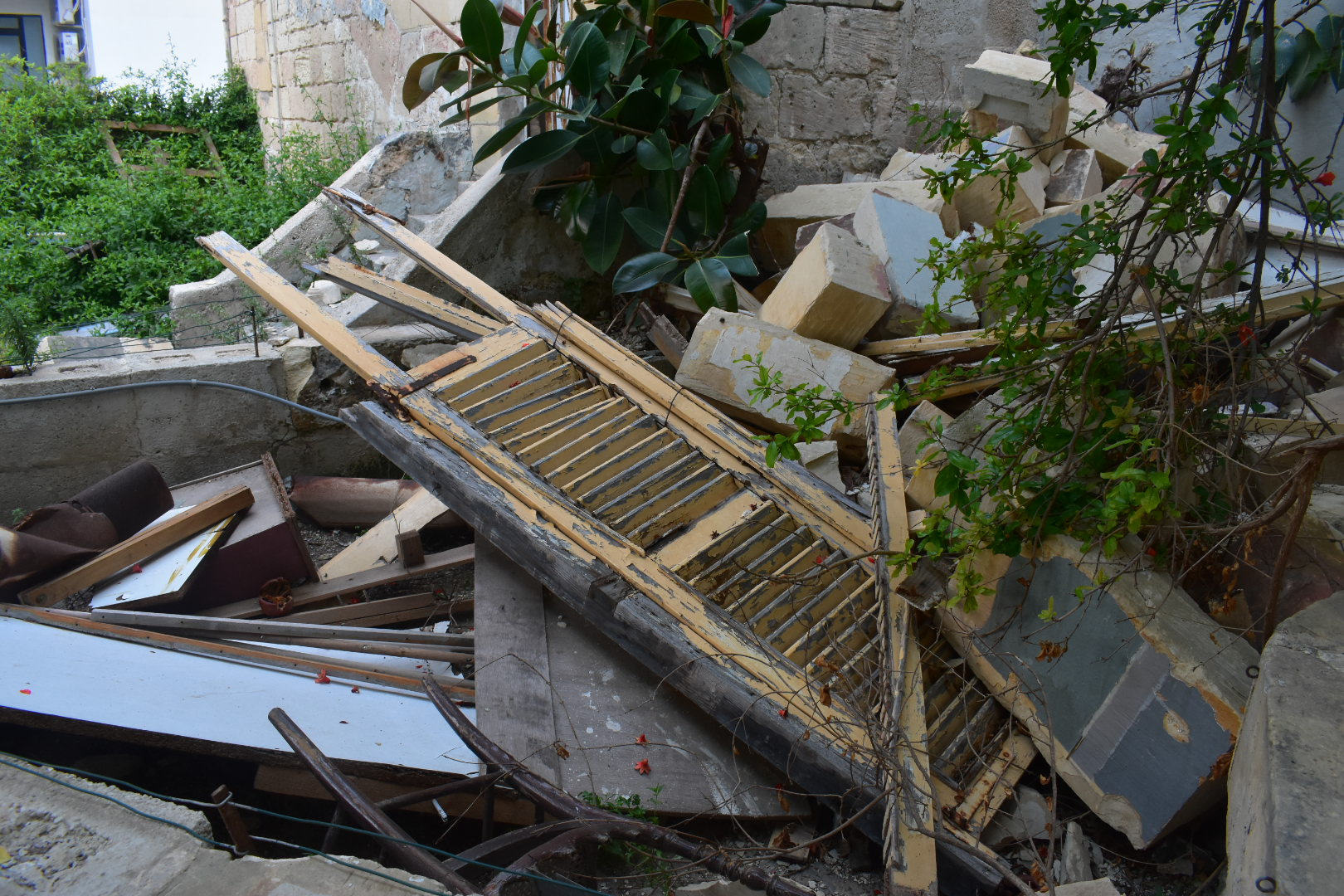
Залишки балкона на місці

У листопаді 2017 року громадська організація Din l-Art Ħelwa та окремі мешканці подали заявку на розробку плану будівництва. Для цього було підготовлено звіт, що детально описує історію та архітектурне значення пропонованої споруди. Через кілька днів, 2 грудня, на частині будівлі почалися демонтажні роботи. Представник органу планування наказав робітникам залишити ділянку, але вони повернулися та продовжили роботу, коли чиновник пішов. Демонтаж продовжився через два дні, коли було зруйновано характерний балкон, що виходив на вулицю. Частини будівлі, які були знесені, не були частиною оригінальної вілли, а частиною розширення, побудованого в 1870-х роках.

## Архітектура

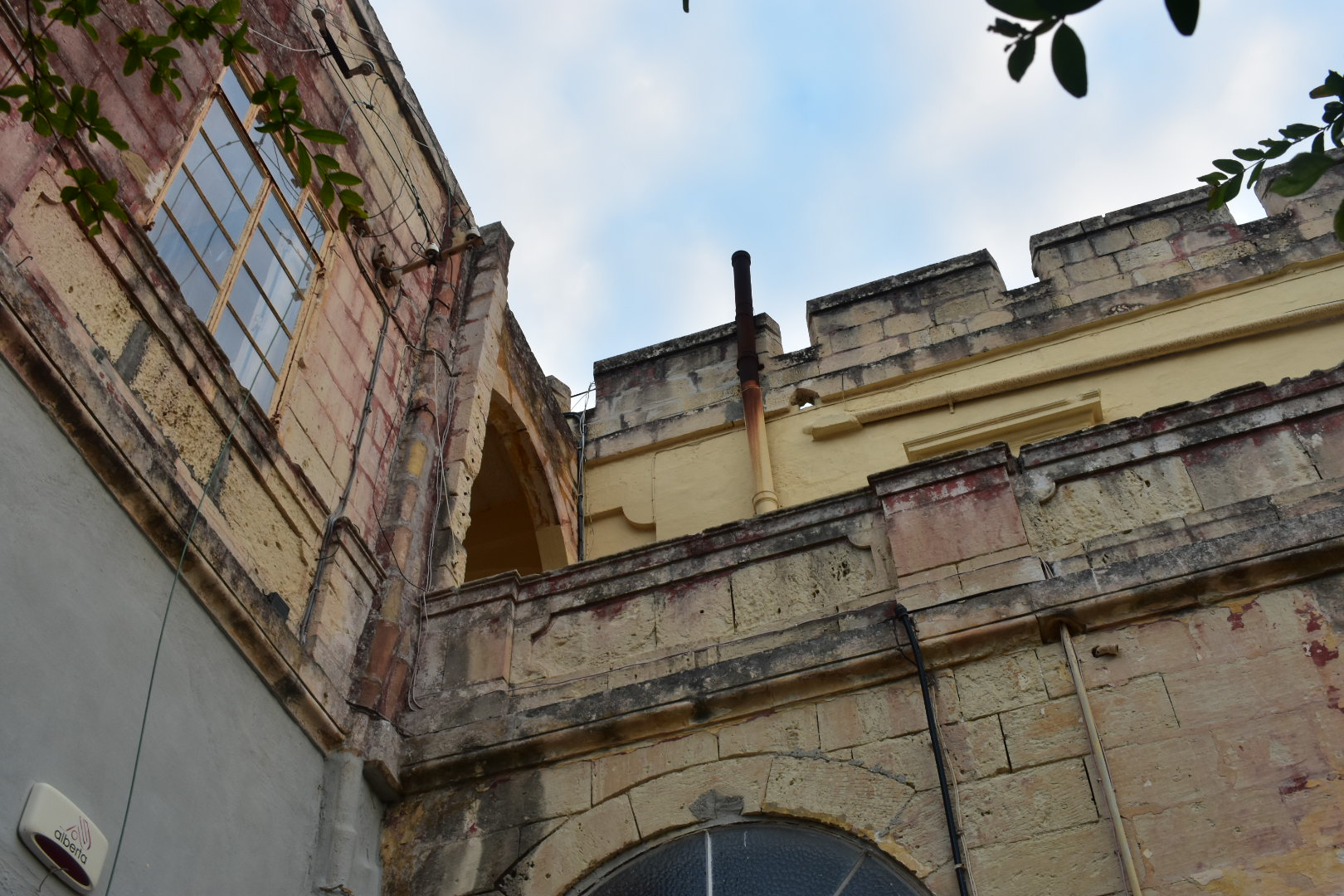
Зубчасті дахи та червона охра

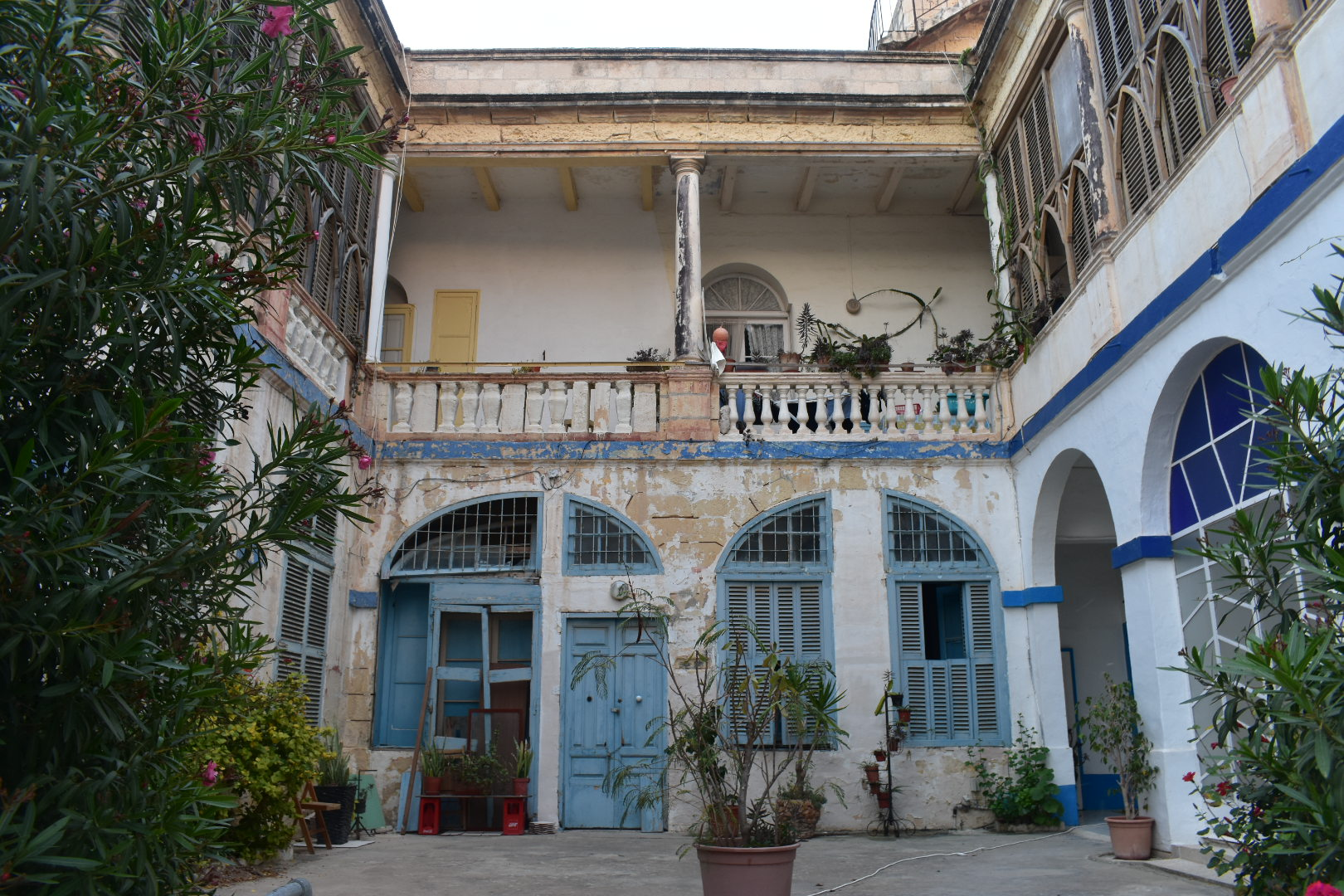
Головний двір

Вілла Св. Ігнатія була однією з перших і, можливо, першою будівлею на Мальті неоготичного стилю. Він включає зубчасті дахи та загострені арки в готичному стилі. Передній двір, що виходив на вулицю, включав балкон із жалюзі, але його було знесено у 2017 році
На початку 20-го століття будівля була пофарбована в характерний колір червоної охри (мальт. demm tal-baqra) з білими накладками. Сліди цієї обробки все ще збереглися на будівлі.